# París-Tours 2024
La París-Tours 2024 fou la 118a edició de la París-Tours. La cursa es disputà el diumenge 6 d'octubre de 2024 amb inici a Chartres i final a Tours, després de 214 quilòmetres de recorregut. S'emmarcava dins el calendari de l'UCI ProSeries 2024 amb una categoria 1.Pro.
El vencedor final fou el francès Christophe Laporte (Team Visma-Lease a Bike), que s'imposà a l'esprint a Mathias Vacek (Lidl-Trek). Jasper Philipsen (Alpecin-Deceuninck) completà el podi.

## Equips
L'organització convidà a vint-i-tres equips a prendre part en la cursa:
| WorldTeams (11)- Alpecin-Deceuninck - Arkéa-B&B Hotels - Cofidis - Decathlon-AG2R La Mondiale - Groupama-FDJ - Intermarché-Wanty - Lidl-Trek - UAE Team Emirates - Team Visma \| Lease a Bike - Team dsm-firmenich PostNL - Astana Qazaqstan Team ProTeams (8)- Bingoal WB - Israel-Premier Tech - Lotto Dstny - Q36.5 Pro Cycling Team - TotalEnergies - Uno-X Mobility - Tudor Pro Cycling Team - Equipo Kern Pharma Equips continentals (4)- Nice Métropole Côte d'Azur - Van Rysel-Roubaix - Saint Michel-Mavic-Auber 93 - CIC U Nantes Atlantique |
| |

## Classificació final
| \| Classificació general \| Classificació general \| Classificació general \| Classificació general \| Classificació general \| \| Corredor \| Corredor \| Equip \| Temps \| \| \| --------------------- \| --------------------- \| -------------------------- \| --------------------- \| --------------------- \| \| 1r \| Christophe Laporte \| Team Visma \\| Lease a Bike \| 5h 00' 27" \| \| \| 2n \| Mathias Vacek \| Lidl-Trek \| + 0" \| \| \| 3r \| Jasper Philipsen \| Alpecin-Deceuninck \| + 21" \| \| \| 4t \| Mike Teunissen \| Intermarché-Wanty \| + 21" \| \| \| 5è \| Alexis Renard \| Cofidis \| + 21" \| \| \| 6è \| Cees Bol \| Astana Qazaqstan Team \| + 21" \| \| \| 7è \| Arnaud De Lie \| Lotto Dstny \| + 21" \| \| \| 8è \| Tom Van Asbroeck \| Israel-Premier Tech \| + 21" \| \| \| 9è \| Fabio Christen \| Q36.5 Pro Cycling Team \| + 21" \| \| \| 10è \| Anthony Turgis \| TotalEnergies \| + 21" \| \| |                    |                            |            |
| |                    |                            |            |
| Font: ProCyclingStats |                    |                            |            |
| Classificació general |                    |                            |            |
| Corredor | Corredor           | Equip                      | Temps      |
| 1r | Christophe Laporte | Team Visma \| Lease a Bike | 5h 00' 27" |
| 2n | Mathias Vacek      | Lidl-Trek                  | + 0"       |
| 3r | Jasper Philipsen   | Alpecin-Deceuninck         | + 21"      |
| 4t | Mike Teunissen     | Intermarché-Wanty          | + 21"      |
| 5è | Alexis Renard      | Cofidis                    | + 21"      |
| 6è | Cees Bol           | Astana Qazaqstan Team      | + 21"      |
| 7è | Arnaud De Lie      | Lotto Dstny                | + 21"      |
| 8è | Tom Van Asbroeck   | Israel-Premier Tech        | + 21"      |
| 9è | Fabio Christen     | Q36.5 Pro Cycling Team     | + 21"      |
| 10è | Anthony Turgis     | TotalEnergies              | + 21"      |

## Llista de participants
| Israel-Premier Tech IPT | Israel-Premier Tech IPT | Israel-Premier Tech IPT |
| ----------------------- | ----------------------- | ----------------------- |
| Núm                     | Ciclista                | Pos                     |
| 1                       | Riley Sheehan (USA)     | 109è                    |
| 2                       | Pascal Ackermann (GER)  | 125è                    |
| 3                       | Guillaume Boivin (CAN)  | 55è                     |
| 4                       | Hugo Hofstetter (FRA)   | 70è                     |
| 5                       | Jake Stewart (GBR)      | 79è                     |
| 6                       | Tom Van Asbroeck (BEL)  | 8è                      |
| 7                       | Ethan Vernon (GBR)      | 76è                     |

| Groupama-FDJ GFC | Groupama-FDJ GFC           | Groupama-FDJ GFC |
| ---------------- | -------------------------- | ---------------- |
| Núm              | Ciclista                   | Pos              |
| 11               | Valentin Madouas (FRA)     | 27è              |
| 12               | Lewis Askey (GBR)          | 12è              |
| 13               | Kevin Geniets (LUX) (ruta) | 22è              |
| 14               | Olivier Le Gac (FRA)       | 101è             |
| 15               | Eddy Le Huitouze (FRA)     | 59è              |
| 16               | Paul Penhoët (FRA)         | DNF              |
| 17               | Clément Russo (FRA)        | 46è              |

| Uno-X Mobility UXM | Uno-X Mobility UXM               | Uno-X Mobility UXM |
| ------------------ | -------------------------------- | ------------------ |
| Núm                | Ciclista                         | Pos                |
| 21                 | Magnus Cort Nielsen (DEN)        | 106è               |
| 22                 | Daniel Årnes (NOR)               | 91è                |
| 23                 | Stian Fredheim (NOR)             | 120è               |
| 24                 | Markus Hoelgaard (NOR) (ruta)    | 38è                |
| 25                 | Tobias Halland Johannessen (NOR) | 24è                |
| 26                 | William Blume Levy (DEN)         | 44è                |
| 27                 | Erik Nordsæter Resell (NOR)      | 17è                |

| Alpecin-Deceuninck ADC | Alpecin-Deceuninck ADC     | Alpecin-Deceuninck ADC |
| ---------------------- | -------------------------- | ---------------------- |
| Núm                    | Ciclista                   | Pos                    |
| 31                     | Jasper Philipsen (BEL)     | 3r                     |
| 32                     | Tibor Del Grosso (NED)     | 43è                    |
| 33                     | Silvan Dillier (SUI)       | 68è                    |
| 34                     | Søren Kragh Andersen (DEN) | 98è                    |
| 35                     | Edward Planckaert (BEL)    | 97è                    |
| 36                     | Jensen Plowright (AUS)     | DNF                    |
| 37                     | Sente Sentjens (BEL)       | 118è                   |

| Team Visma \| Lease a Bike TVL | Team Visma \| Lease a Bike TVL | Team Visma \| Lease a Bike TVL |
| ------------------------------ | ------------------------------ | ------------------------------ |
| Núm                            | Ciclista                       | Pos                            |
| 41                             | Christophe Laporte (FRA)       | 1r                             |
| 42                             | Edoardo Affini (ITA)           | 127è                           |
| 43                             | Matthew Brennan (GBR)          | 36è                            |
| 44                             | Per Strand Hagenes (NOR)       | DNF                            |
| 45                             | Tosh Van der Sande (BEL)       | 51è                            |
| 46                             | Mick van Dijke (NED)           | 16è                            |
| 47                             | Julien Vermote (BEL)           | 60è                            |

| Lidl-Trek LTK | Lidl-Trek LTK        | Lidl-Trek LTK |
| ------------- | -------------------- | ------------- |
| Núm           | Ciclista             | Pos           |
| 51            | Mads Pedersen (DEN)  | 49è           |
| 52            | Tim Declercq (BEL)   | DNF           |
| 53            | Daan Hoole (NED)     | 58è           |
| 54            | Alex Kirsch (LUX)    | 19è           |
| 55            | Edward Theuns (BEL)  | 41è           |
| 56            | Mathias Vacek (CZE)  | 2n            |
| 57            | Otto Vergaerde (BEL) | DNF           |

| Arkéa-B&B Hotels ARK | Arkéa-B&B Hotels ARK   | Arkéa-B&B Hotels ARK |
| -------------------- | ---------------------- | -------------------- |
| Núm                  | Ciclista               | Pos                  |
| 61                   | Arnaud Démare (FRA)    | 52è                  |
| 62                   | Amaury Capiot (BEL)    | 31è                  |
| 63                   | Matis Louvel (FRA)     | 40è                  |
| 64                   | Luca Mozzato (ITA)     | 94è                  |
| 65                   | Miles Scotson (AUS)    | DNF                  |
| 66                   | Florian Sénéchal (FRA) | 92è                  |

| Lotto Dstny LTD | Lotto Dstny LTD            | Lotto Dstny LTD |
| --------------- | -------------------------- | --------------- |
| Núm             | Ciclista                   | Pos             |
| 71              | Arnaud De Lie (BEL) (ruta) | 7è              |
| 72              | Jenno Berckmoes (BEL)      | 30è             |
| 73              | Cedric Beullens (BEL)      | 45è             |
| 74              | Sébastien Grignard (BEL)   | 64è             |
| 75              | Arjen Livyns (BEL)         | 29è             |
| 76              | Lionel Taminiaux (BEL)     | 96è             |
| 77              | Brent Van Moer (BEL)       | 107è            |

| Tudor Pro Cycling Team TUD | Tudor Pro Cycling Team TUD | Tudor Pro Cycling Team TUD |
| -------------------------- | -------------------------- | -------------------------- |
| Núm                        | Ciclista                   | Pos                        |
| 81                         | Matteo Trentin (ITA)       | 11è                        |
| 82                         | Aloïs Charrin (FRA)        | DNF                        |
| 83                         | Alexander Kamp (DEN)       | DNF                        |
| 84                         | Arthur Kluckers (LUX)      | 47è                        |
| 85                         | Marius Mayrhofer (GER)     | 105è                       |
| 86                         | Juan David Sierra (ITA)    | 119è                       |
| 87                         | Fabian Weiss (SUI)         | 74è                        |

| UAE Team Emirates UAD | UAE Team Emirates UAD      | UAE Team Emirates UAD |
| --------------------- | -------------------------- | --------------------- |
| Núm                   | Ciclista                   | Pos                   |
| 91                    | António Morgado (POR)      | 35è                   |
| 92                    | Ivo Oliveira (POR)         | 84è                   |
| 93                    | Rui Oliveira (POR)         | 20è                   |
| 94                    | Mikkel Bjerg (DEN)         | 54è                   |
| 95                    | Luca Giaimi (ITA)          | 75è                   |
| 96                    | Vegard Stake Laengen (NOR) | 61è                   |
| 97                    | Michael Vink (NZL)         | 83è                   |

| Decathlon-AG2R La Mondiale DAT | Decathlon-AG2R La Mondiale DAT | Decathlon-AG2R La Mondiale DAT |
| ------------------------------ | ------------------------------ | ------------------------------ |
| Núm                            | Ciclista                       | Pos                            |
| 101                            | Oliver Naesen (BEL)            | DNF                            |
| 102                            | Edvald Boasson Hagen (NOR)     | 77è                            |
| 103                            | Dries De Bondt (BEL)           | 13è                            |
| 104                            | Sander De Pestel (BEL)         | DNF                            |
| 105                            | Stan Dewulf (BEL)              | 18è                            |
| 106                            | Damien Touzé (FRA)             | 100è                           |
| 107                            | Baptiste Veistroffer (FRA)     | 104è                           |

| Intermarché-Wanty IWA | Intermarché-Wanty IWA                | Intermarché-Wanty IWA |
| --------------------- | ------------------------------------ | --------------------- |
| Núm                   | Ciclista                             | Pos                   |
| 111                   | Hugo Page (FRA)                      | 128è                  |
| 112                   | Adrien Petit (FRA)                   | DNF                   |
| 113                   | Laurenz Rex (BEL)                    | 48è                   |
| 114                   | Mike Teunissen (NED)                 | 4t                    |
| 115                   | Taco van der Hoorn (NED)             | 28è                   |
| 116                   | Gijs Van Hoecke (BEL)                | 57è                   |
| 117                   | Roel Daan van Sintmaartensdijk (NED) | 50è                   |

| Cofidis COF | Cofidis COF                   | Cofidis COF |
| ----------- | ----------------------------- | ----------- |
| Núm         | Ciclista                      | Pos         |
| 121         | Milan Fretin (BEL)            | 37è         |
| 122         | Piet Allegaert (BEL)          | 122è        |
| 123         | Aimé De Gendt (BEL)           | 23è         |
| 124         | Gorka Izagirre Insausti (ESP) | 124è        |
| 125         | Nolann Mahoudo (FRA)          | 26è         |
| 126         | Alexis Renard (FRA)           | 5è          |
| 127         | Ludovic Robeet (BEL)          | 87è         |

| Team dsm-firmenich PostNL DFP | Team dsm-firmenich PostNL DFP | Team dsm-firmenich PostNL DFP |
| ----------------------------- | ----------------------------- | ----------------------------- |
| Núm                           | Ciclista                      | Pos                           |
| 131                           | Nils Eekhoff (NED)            | 115è                          |
| 132                           | Patrick Eddy (AUS)            | 21è                           |
| 133                           | Alexander Edmondson (AUS)     | DNF                           |
| 134                           | Emīls Liepiņš (LAT)           | 34è                           |
| 135                           | Tim Naberman (NED)            | 103è                          |
| 136                           | Timo Roosen (NED)             | 130è                          |
| 137                           | Julius van den Berg (NED)     | 126è                          |

| TotalEnergies TEN | TotalEnergies TEN       | TotalEnergies TEN |
| ----------------- | ----------------------- | ----------------- |
| Núm               | Ciclista                | Pos               |
| 141               | Anthony Turgis (FRA)    | 10è               |
| 142               | Thomas Bonnet (FRA)     | 93è               |
| 143               | Fabien Doubey (FRA)     | 88è               |
| 144               | Thomas Gachignard (FRA) | 62è               |
| 145               | Émilien Jeannière (FRA) | 89è               |
| 146               | Julien Simon (FRA)      | 69è               |

| Astana Qazaqstan Team AST | Astana Qazaqstan Team AST | Astana Qazaqstan Team AST |
| ------------------------- | ------------------------- | ------------------------- |
| Núm                       | Ciclista                  | Pos                       |
| 151                       | Cees Bol (NED)            | 6è                        |
| 152                       | Yevgeniy Fedorov (KAZ)    | 113è                      |
| 153                       | Michele Gazzoli (ITA)     | 95è                       |
| 154                       | Dmitri Grúzdev (KAZ)      | DNF                       |
| 155                       | Michael Mørkøv (DEN)      | 121è                      |
| 156                       | Alessandro Romele (ITA)   | 33è                       |
| 157                       | Ivan Smirnov (RUS)        | 102è                      |

| Equipo Kern Pharma EKP | Equipo Kern Pharma EKP           | Equipo Kern Pharma EKP |
| ---------------------- | -------------------------------- | ---------------------- |
| Núm                    | Ciclista                         | Pos                    |
| 161                    | Urko Berrade (ESP)               | 99è                    |
| 162                    | Haimar Etxeberria (ESP)          | 53è                    |
| 163                    | Francisco Galván Fernández (ESP) | 135è                   |
| 164                    | Pau Miquel Delgado (ESP)         | 63è                    |
| 165                    | Mikel Retegi (ESP)               | 133è                   |
| 166                    | Antonio Jesús Soto (ESP)         | 134è                   |
| 167                    | Diego Uriarte (ESP)              | 65è                    |

| Q36.5 Pro Cycling Team Q36 | Q36.5 Pro Cycling Team Q36 | Q36.5 Pro Cycling Team Q36 |
| -------------------------- | -------------------------- | -------------------------- |
| Núm                        | Ciclista                   | Pos                        |
| 171                        | Jannik Steimle (GER)       | 111è                       |
| 172                        | Fabio Christen (SUI)       | 9è                         |
| 173                        | Tobias Ludvigsson (SWE)    | 72è                        |
| 174                        | Jan Sommer (SUI)           | 131è                       |
| 175                        | Rory Townsend (IRL)        | 114è                       |
| 176                        | Nickolas Zukowsky (CAN)    | 123è                       |

| Bingoal WB BWB | Bingoal WB BWB          | Bingoal WB BWB |
| -------------- | ----------------------- | -------------- |
| Núm            | Ciclista                | Pos            |
| 181            | Luca De Meester (BEL)   | 73è            |
| 182            | Louis Blouwe (BEL)      | DNF            |
| 183            | Ceriel Desal (BEL)      | DNF            |
| 184            | Jens Reynders (BEL)     | 71è            |
| 185            | Nathan Vandepitte (FRA) | 78è            |
| 186            | Loïc Vliegen (BEL)      | 82è            |
| 187            | Hugo Wertz (BEL)        | FC             |

| Saint Michel-Mavic-Auber 93 AUB | Saint Michel-Mavic-Auber 93 AUB | Saint Michel-Mavic-Auber 93 AUB |
| ------------------------------- | ------------------------------- | ------------------------------- |
| Núm                             | Ciclista                        | Pos                             |
| 191                             | Alexandre Delettre (FRA)        | 14è                             |
| 192                             | Nicolas Breuillard (FRA)        | 108è                            |
| 193                             | Romain Cardis (FRA)             | 110è                            |
| 194                             | Dillon Corkery (IRL)            | 81è                             |
| 195                             | Joris Delbove (FRA)             | 25è                             |
| 196                             | Jérémy Lecroq (FRA)             | DNF                             |
| 197                             | Morne van Niekerk (RSA)         | 32è                             |

| Van Rysel-Roubaix VRR | Van Rysel-Roubaix VRR     | Van Rysel-Roubaix VRR |
| --------------------- | ------------------------- | --------------------- |
| Núm                   | Ciclista                  | Pos                   |
| 201                   | Samuel Leroux (FRA)       | 129è                  |
| 202                   | Rémi Capron (FRA)         | 90è                   |
| 203                   | Maxime Jarnet (FRA)       | 56è                   |
| 204                   | Maximilien Juillard (FRA) | 117è                  |
| 205                   | Jérémy Leveau (FRA)       | DNF                   |
| 206                   | Valentin Tabellion (FRA)  | 85è                   |

| CIC U Nantes Atlantique UCN | CIC U Nantes Atlantique UCN | CIC U Nantes Atlantique UCN |
| --------------------------- | --------------------------- | --------------------------- |
| Núm                         | Ciclista                    | Pos                         |
| 211                         | Maël Guégan (FRA)           | 67è                         |
| 212                         | Pierre-Henry Basset (FRA)   | 15è                         |
| 213                         | Enzo Boulet (FRA)           | 132è                        |
| 214                         | Clément Braz Alfonso (FRA)  | 80è                         |
| 215                         | Antoine Hue (FRA)           | 66è                         |
| 216                         | Matisse Julien (CAN)        | 39è                         |
| 217                         | Robin Plamondon (CAN)       | DNF                         |

| Nice Métropole Côte d'Azur NMC | Nice Métropole Côte d'Azur NMC | Nice Métropole Côte d'Azur NMC |
| ------------------------------ | ------------------------------ | ------------------------------ |
| Núm                            | Ciclista                       | Pos                            |
| 221                            | Jean-Louis Le Ny (FRA)         | DNF                            |
| 222                            | Jonathan Couanon (FRA)         | 112è                           |
| 223                            | Damien Girard (FRA)            | DNF                            |
| 224                            | Alexander Konijn (NED)         | 116è                           |
| 225                            | Andrea Mifsud                  | 42è                            |
| 226                            | Axel Narbonne-Zuccarelli (FRA) | 86è                            |

| Israel-Premier Tech IPT | Israel-Premier Tech IPT | Israel-Premier Tech IPT |
| ----------------------- | ----------------------- | ----------------------- |
| Núm                     | Ciclista                | Pos                     |
| 1                       | Riley Sheehan (USA)     | 109è                    |
| 2                       | Pascal Ackermann (GER)  | 125è                    |
| 3                       | Guillaume Boivin (CAN)  | 55è                     |
| 4                       | Hugo Hofstetter (FRA)   | 70è                     |
| 5                       | Jake Stewart (GBR)      | 79è                     |
| 6                       | Tom Van Asbroeck (BEL)  | 8è                      |
| 7                       | Ethan Vernon (GBR)      | 76è                     |

| Groupama-FDJ GFC | Groupama-FDJ GFC           | Groupama-FDJ GFC |
| ---------------- | -------------------------- | ---------------- |
| Núm              | Ciclista                   | Pos              |
| 11               | Valentin Madouas (FRA)     | 27è              |
| 12               | Lewis Askey (GBR)          | 12è              |
| 13               | Kevin Geniets (LUX) (ruta) | 22è              |
| 14               | Olivier Le Gac (FRA)       | 101è             |
| 15               | Eddy Le Huitouze (FRA)     | 59è              |
| 16               | Paul Penhoët (FRA)         | DNF              |
| 17               | Clément Russo (FRA)        | 46è              |

| Uno-X Mobility UXM | Uno-X Mobility UXM               | Uno-X Mobility UXM |
| ------------------ | -------------------------------- | ------------------ |
| Núm                | Ciclista                         | Pos                |
| 21                 | Magnus Cort Nielsen (DEN)        | 106è               |
| 22                 | Daniel Årnes (NOR)               | 91è                |
| 23                 | Stian Fredheim (NOR)             | 120è               |
| 24                 | Markus Hoelgaard (NOR) (ruta)    | 38è                |
| 25                 | Tobias Halland Johannessen (NOR) | 24è                |
| 26                 | William Blume Levy (DEN)         | 44è                |
| 27                 | Erik Nordsæter Resell (NOR)      | 17è                |

| Alpecin-Deceuninck ADC | Alpecin-Deceuninck ADC     | Alpecin-Deceuninck ADC |
| ---------------------- | -------------------------- | ---------------------- |
| Núm                    | Ciclista                   | Pos                    |
| 31                     | Jasper Philipsen (BEL)     | 3r                     |
| 32                     | Tibor Del Grosso (NED)     | 43è                    |
| 33                     | Silvan Dillier (SUI)       | 68è                    |
| 34                     | Søren Kragh Andersen (DEN) | 98è                    |
| 35                     | Edward Planckaert (BEL)    | 97è                    |
| 36                     | Jensen Plowright (AUS)     | DNF                    |
| 37                     | Sente Sentjens (BEL)       | 118è                   |

| Team Visma \| Lease a Bike TVL | Team Visma \| Lease a Bike TVL | Team Visma \| Lease a Bike TVL |
| ------------------------------ | ------------------------------ | ------------------------------ |
| Núm                            | Ciclista                       | Pos                            |
| 41                             | Christophe Laporte (FRA)       | 1r                             |
| 42                             | Edoardo Affini (ITA)           | 127è                           |
| 43                             | Matthew Brennan (GBR)          | 36è                            |
| 44                             | Per Strand Hagenes (NOR)       | DNF                            |
| 45                             | Tosh Van der Sande (BEL)       | 51è                            |
| 46                             | Mick van Dijke (NED)           | 16è                            |
| 47                             | Julien Vermote (BEL)           | 60è                            |

| Lidl-Trek LTK | Lidl-Trek LTK        | Lidl-Trek LTK |
| ------------- | -------------------- | ------------- |
| Núm           | Ciclista             | Pos           |
| 51            | Mads Pedersen (DEN)  | 49è           |
| 52            | Tim Declercq (BEL)   | DNF           |
| 53            | Daan Hoole (NED)     | 58è           |
| 54            | Alex Kirsch (LUX)    | 19è           |
| 55            | Edward Theuns (BEL)  | 41è           |
| 56            | Mathias Vacek (CZE)  | 2n            |
| 57            | Otto Vergaerde (BEL) | DNF           |

| Arkéa-B&B Hotels ARK | Arkéa-B&B Hotels ARK   | Arkéa-B&B Hotels ARK |
| -------------------- | ---------------------- | -------------------- |
| Núm                  | Ciclista               | Pos                  |
| 61                   | Arnaud Démare (FRA)    | 52è                  |
| 62                   | Amaury Capiot (BEL)    | 31è                  |
| 63                   | Matis Louvel (FRA)     | 40è                  |
| 64                   | Luca Mozzato (ITA)     | 94è                  |
| 65                   | Miles Scotson (AUS)    | DNF                  |
| 66                   | Florian Sénéchal (FRA) | 92è                  |

| Lotto Dstny LTD | Lotto Dstny LTD            | Lotto Dstny LTD |
| --------------- | -------------------------- | --------------- |
| Núm             | Ciclista                   | Pos             |
| 71              | Arnaud De Lie (BEL) (ruta) | 7è              |
| 72              | Jenno Berckmoes (BEL)      | 30è             |
| 73              | Cedric Beullens (BEL)      | 45è             |
| 74              | Sébastien Grignard (BEL)   | 64è             |
| 75              | Arjen Livyns (BEL)         | 29è             |
| 76              | Lionel Taminiaux (BEL)     | 96è             |
| 77              | Brent Van Moer (BEL)       | 107è            |

| Tudor Pro Cycling Team TUD | Tudor Pro Cycling Team TUD | Tudor Pro Cycling Team TUD |
| -------------------------- | -------------------------- | -------------------------- |
| Núm                        | Ciclista                   | Pos                        |
| 81                         | Matteo Trentin (ITA)       | 11è                        |
| 82                         | Aloïs Charrin (FRA)        | DNF                        |
| 83                         | Alexander Kamp (DEN)       | DNF                        |
| 84                         | Arthur Kluckers (LUX)      | 47è                        |
| 85                         | Marius Mayrhofer (GER)     | 105è                       |
| 86                         | Juan David Sierra (ITA)    | 119è                       |
| 87                         | Fabian Weiss (SUI)         | 74è                        |

| UAE Team Emirates UAD | UAE Team Emirates UAD      | UAE Team Emirates UAD |
| --------------------- | -------------------------- | --------------------- |
| Núm                   | Ciclista                   | Pos                   |
| 91                    | António Morgado (POR)      | 35è                   |
| 92                    | Ivo Oliveira (POR)         | 84è                   |
| 93                    | Rui Oliveira (POR)         | 20è                   |
| 94                    | Mikkel Bjerg (DEN)         | 54è                   |
| 95                    | Luca Giaimi (ITA)          | 75è                   |
| 96                    | Vegard Stake Laengen (NOR) | 61è                   |
| 97                    | Michael Vink (NZL)         | 83è                   |

| Decathlon-AG2R La Mondiale DAT | Decathlon-AG2R La Mondiale DAT | Decathlon-AG2R La Mondiale DAT |
| ------------------------------ | ------------------------------ | ------------------------------ |
| Núm                            | Ciclista                       | Pos                            |
| 101                            | Oliver Naesen (BEL)            | DNF                            |
| 102                            | Edvald Boasson Hagen (NOR)     | 77è                            |
| 103                            | Dries De Bondt (BEL)           | 13è                            |
| 104                            | Sander De Pestel (BEL)         | DNF                            |
| 105                            | Stan Dewulf (BEL)              | 18è                            |
| 106                            | Damien Touzé (FRA)             | 100è                           |
| 107                            | Baptiste Veistroffer (FRA)     | 104è                           |

| Intermarché-Wanty IWA | Intermarché-Wanty IWA                | Intermarché-Wanty IWA |
| --------------------- | ------------------------------------ | --------------------- |
| Núm                   | Ciclista                             | Pos                   |
| 111                   | Hugo Page (FRA)                      | 128è                  |
| 112                   | Adrien Petit (FRA)                   | DNF                   |
| 113                   | Laurenz Rex (BEL)                    | 48è                   |
| 114                   | Mike Teunissen (NED)                 | 4t                    |
| 115                   | Taco van der Hoorn (NED)             | 28è                   |
| 116                   | Gijs Van Hoecke (BEL)                | 57è                   |
| 117                   | Roel Daan van Sintmaartensdijk (NED) | 50è                   |

| Cofidis COF | Cofidis COF                   | Cofidis COF |
| ----------- | ----------------------------- | ----------- |
| Núm         | Ciclista                      | Pos         |
| 121         | Milan Fretin (BEL)            | 37è         |
| 122         | Piet Allegaert (BEL)          | 122è        |
| 123         | Aimé De Gendt (BEL)           | 23è         |
| 124         | Gorka Izagirre Insausti (ESP) | 124è        |
| 125         | Nolann Mahoudo (FRA)          | 26è         |
| 126         | Alexis Renard (FRA)           | 5è          |
| 127         | Ludovic Robeet (BEL)          | 87è         |

| Team dsm-firmenich PostNL DFP | Team dsm-firmenich PostNL DFP | Team dsm-firmenich PostNL DFP |
| ----------------------------- | ----------------------------- | ----------------------------- |
| Núm                           | Ciclista                      | Pos                           |
| 131                           | Nils Eekhoff (NED)            | 115è                          |
| 132                           | Patrick Eddy (AUS)            | 21è                           |
| 133                           | Alexander Edmondson (AUS)     | DNF                           |
| 134                           | Emīls Liepiņš (LAT)           | 34è                           |
| 135                           | Tim Naberman (NED)            | 103è                          |
| 136                           | Timo Roosen (NED)             | 130è                          |
| 137                           | Julius van den Berg (NED)     | 126è                          |

| TotalEnergies TEN | TotalEnergies TEN       | TotalEnergies TEN |
| ----------------- | ----------------------- | ----------------- |
| Núm               | Ciclista                | Pos               |
| 141               | Anthony Turgis (FRA)    | 10è               |
| 142               | Thomas Bonnet (FRA)     | 93è               |
| 143               | Fabien Doubey (FRA)     | 88è               |
| 144               | Thomas Gachignard (FRA) | 62è               |
| 145               | Émilien Jeannière (FRA) | 89è               |
| 146               | Julien Simon (FRA)      | 69è               |

| Astana Qazaqstan Team AST | Astana Qazaqstan Team AST | Astana Qazaqstan Team AST |
| ------------------------- | ------------------------- | ------------------------- |
| Núm                       | Ciclista                  | Pos                       |
| 151                       | Cees Bol (NED)            | 6è                        |
| 152                       | Yevgeniy Fedorov (KAZ)    | 113è                      |
| 153                       | Michele Gazzoli (ITA)     | 95è                       |
| 154                       | Dmitri Grúzdev (KAZ)      | DNF                       |
| 155                       | Michael Mørkøv (DEN)      | 121è                      |
| 156                       | Alessandro Romele (ITA)   | 33è                       |
| 157                       | Ivan Smirnov (RUS)        | 102è                      |

| Equipo Kern Pharma EKP | Equipo Kern Pharma EKP           | Equipo Kern Pharma EKP |
| ---------------------- | -------------------------------- | ---------------------- |
| Núm                    | Ciclista                         | Pos                    |
| 161                    | Urko Berrade (ESP)               | 99è                    |
| 162                    | Haimar Etxeberria (ESP)          | 53è                    |
| 163                    | Francisco Galván Fernández (ESP) | 135è                   |
| 164                    | Pau Miquel Delgado (ESP)         | 63è                    |
| 165                    | Mikel Retegi (ESP)               | 133è                   |
| 166                    | Antonio Jesús Soto (ESP)         | 134è                   |
| 167                    | Diego Uriarte (ESP)              | 65è                    |

| Q36.5 Pro Cycling Team Q36 | Q36.5 Pro Cycling Team Q36 | Q36.5 Pro Cycling Team Q36 |
| -------------------------- | -------------------------- | -------------------------- |
| Núm                        | Ciclista                   | Pos                        |
| 171                        | Jannik Steimle (GER)       | 111è                       |
| 172                        | Fabio Christen (SUI)       | 9è                         |
| 173                        | Tobias Ludvigsson (SWE)    | 72è                        |
| 174                        | Jan Sommer (SUI)           | 131è                       |
| 175                        | Rory Townsend (IRL)        | 114è                       |
| 176                        | Nickolas Zukowsky (CAN)    | 123è                       |

| Bingoal WB BWB | Bingoal WB BWB          | Bingoal WB BWB |
| -------------- | ----------------------- | -------------- |
| Núm            | Ciclista                | Pos            |
| 181            | Luca De Meester (BEL)   | 73è            |
| 182            | Louis Blouwe (BEL)      | DNF            |
| 183            | Ceriel Desal (BEL)      | DNF            |
| 184            | Jens Reynders (BEL)     | 71è            |
| 185            | Nathan Vandepitte (FRA) | 78è            |
| 186            | Loïc Vliegen (BEL)      | 82è            |
| 187            | Hugo Wertz (BEL)        | FC             |

| Saint Michel-Mavic-Auber 93 AUB | Saint Michel-Mavic-Auber 93 AUB | Saint Michel-Mavic-Auber 93 AUB |
| ------------------------------- | ------------------------------- | ------------------------------- |
| Núm                             | Ciclista                        | Pos                             |
| 191                             | Alexandre Delettre (FRA)        | 14è                             |
| 192                             | Nicolas Breuillard (FRA)        | 108è                            |
| 193                             | Romain Cardis (FRA)             | 110è                            |
| 194                             | Dillon Corkery (IRL)            | 81è                             |
| 195                             | Joris Delbove (FRA)             | 25è                             |
| 196                             | Jérémy Lecroq (FRA)             | DNF                             |
| 197                             | Morne van Niekerk (RSA)         | 32è                             |

| Van Rysel-Roubaix VRR | Van Rysel-Roubaix VRR     | Van Rysel-Roubaix VRR |
| --------------------- | ------------------------- | --------------------- |
| Núm                   | Ciclista                  | Pos                   |
| 201                   | Samuel Leroux (FRA)       | 129è                  |
| 202                   | Rémi Capron (FRA)         | 90è                   |
| 203                   | Maxime Jarnet (FRA)       | 56è                   |
| 204                   | Maximilien Juillard (FRA) | 117è                  |
| 205                   | Jérémy Leveau (FRA)       | DNF                   |
| 206                   | Valentin Tabellion (FRA)  | 85è                   |

| CIC U Nantes Atlantique UCN | CIC U Nantes Atlantique UCN | CIC U Nantes Atlantique UCN |
| --------------------------- | --------------------------- | --------------------------- |
| Núm                         | Ciclista                    | Pos                         |
| 211                         | Maël Guégan (FRA)           | 67è                         |
| 212                         | Pierre-Henry Basset (FRA)   | 15è                         |
| 213                         | Enzo Boulet (FRA)           | 132è                        |
| 214                         | Clément Braz Alfonso (FRA)  | 80è                         |
| 215                         | Antoine Hue (FRA)           | 66è                         |
| 216                         | Matisse Julien (CAN)        | 39è                         |
| 217                         | Robin Plamondon (CAN)       | DNF                         |

| Nice Métropole Côte d'Azur NMC | Nice Métropole Côte d'Azur NMC | Nice Métropole Côte d'Azur NMC |
| ------------------------------ | ------------------------------ | ------------------------------ |
| Núm                            | Ciclista                       | Pos                            |
| 221                            | Jean-Louis Le Ny (FRA)         | DNF                            |
| 222                            | Jonathan Couanon (FRA)         | 112è                           |
| 223                            | Damien Girard (FRA)            | DNF                            |
| 224                            | Alexander Konijn (NED)         | 116è                           |
| 225                            | Andrea Mifsud                  | 42è                            |
| 226                            | Axel Narbonne-Zuccarelli (FRA) | 86è                            |